# Kai Johansen (fodboldspiller)
 Ikke at forveksle med Kaj Johansen.
Kai eller Kaj Johansen (født 23. juli 1940, død 12. maj 2007) var en dansk fodboldspiller, der havde en succesfuld periode i skotske Rangers F.C i slutningen af 1960'erne.
Kai Johansen var født i Odense og begyndte at spille fodbold i Korsløkke. Senere kom han til B1909, hvor han ikke slog til som angriber. Det var først, da han kom til OB og fandt sin plads som højre back, at han blev kendt og hurtigt blev etableret divisionsspiller og fast mand på Danmarks fodboldlandshold. På landsholdet fik han 20 kampe i perioden mellem debuten 11. juni 1962 og slutningen af 1963.  Hertil kom 8 kampe på det danske U-landshold.
Herefter valgte han en professionel karriere i skotske Greenock Morton F.C., der på denne tid havde flere danske spillere på kontrakt. På det tidspunkt var kun amatører berettiget til at spille på landsholdet, så karrieren blev afsluttet af samme årsag. Et par år senere blev Johansen udtaget til en velgørenhedskamp mellem England og resten af verden, og han gjorde så stort et indtryk på træneren for Rangers F.C., at denne skrev kontrakt med Johansen til klubben. I løbet af de fem år, han var i klubben, spillede han 238 kampe, og han scorede 9 mål. Et af de få mål gjorde ham til helt i klubben, da det blev den eneste scoring i pokalfinalen 1966 mod ærkerivalerne fra Celtic F.C.. Han var i øvrigt dermed den første ikke-britiske spillere, der scorede i en skotsk pokalfinale.
Den følgende sæson nåede Rangers finalen i Pokalvindernes Europa Cup, blandt andet med endnu et Johansen-mål i andenrundekampen mod de forsvarende mestre fra Borussia Dortmund. I finalen blev det dog et nederlag mod FC Bayern München, men først efter et mål i forlænget spilletid. Kai Johansen var fast mand på holdet i alle kampene i denne turnering. 
Ved siden af fodboldkarrieren havde Johansen allerede som helt ung i Odense været ejer af en herreekviperingsforretning. Efter karrierens afslutning i 1970 blev han pubejer, dels i Glasgow, dels på Costa del Sol, men det blev en økonomisk fiasko. Senere fik han en karriere som spilleragent, og ved sin død var han ejer af en kæde af solcentre i Glasgow.[kilde mangler]
I 2006 fik Kai Johansen konstateret cancer,[kilde mangler] som blev årsag til hans død i 2007. Han blev æret med et minuts stilhed ved Rangers' kamp dagen efter dødsfaldet.